# San Regolo
San Regolo fu un vescovo di origini africane, venerato come santo martire dalla Chiesa cattolica.

## Agiografia e culto
Secondo la tradizione, Regolo era un arcivescovo in Africa, finché non fu costretto a fuggire in Italia a causa di persecuzioni locali, insieme a colleghi quali Cerbone e Giusto. Il gruppo si fermò a Populonia (nei pressi di Piombino) e intraprese l'eremitismo; in questo periodo sono attribuiti loro numerosi miracoli.
La fama di santità di Regolo si diffuse fino alle orecchie di Totila, re degli ostrogoti, che incaricò degli ambasciatori perché lo contattassero e lo portassero alla sua corte. L'arcivescovo declinò l'invito. Secondo l'agiografia, per l'oltraggio fu punito con la decapitazione; Regolo avrebbe raccolto la propria testa, trascinandosi poi per circa 300 metri. Nel punto in cui si sarebbe fermato, venne sepolto e venne edificata una chiesa a lui intitolata.
Le sue reliquie, in seguito, vennero traslate a Lucca, dove sono tutt'oggi conservate nella cattedrale di San Martino dove è patrono del Capitolo Metropolitano.